# Benjamin Kuras

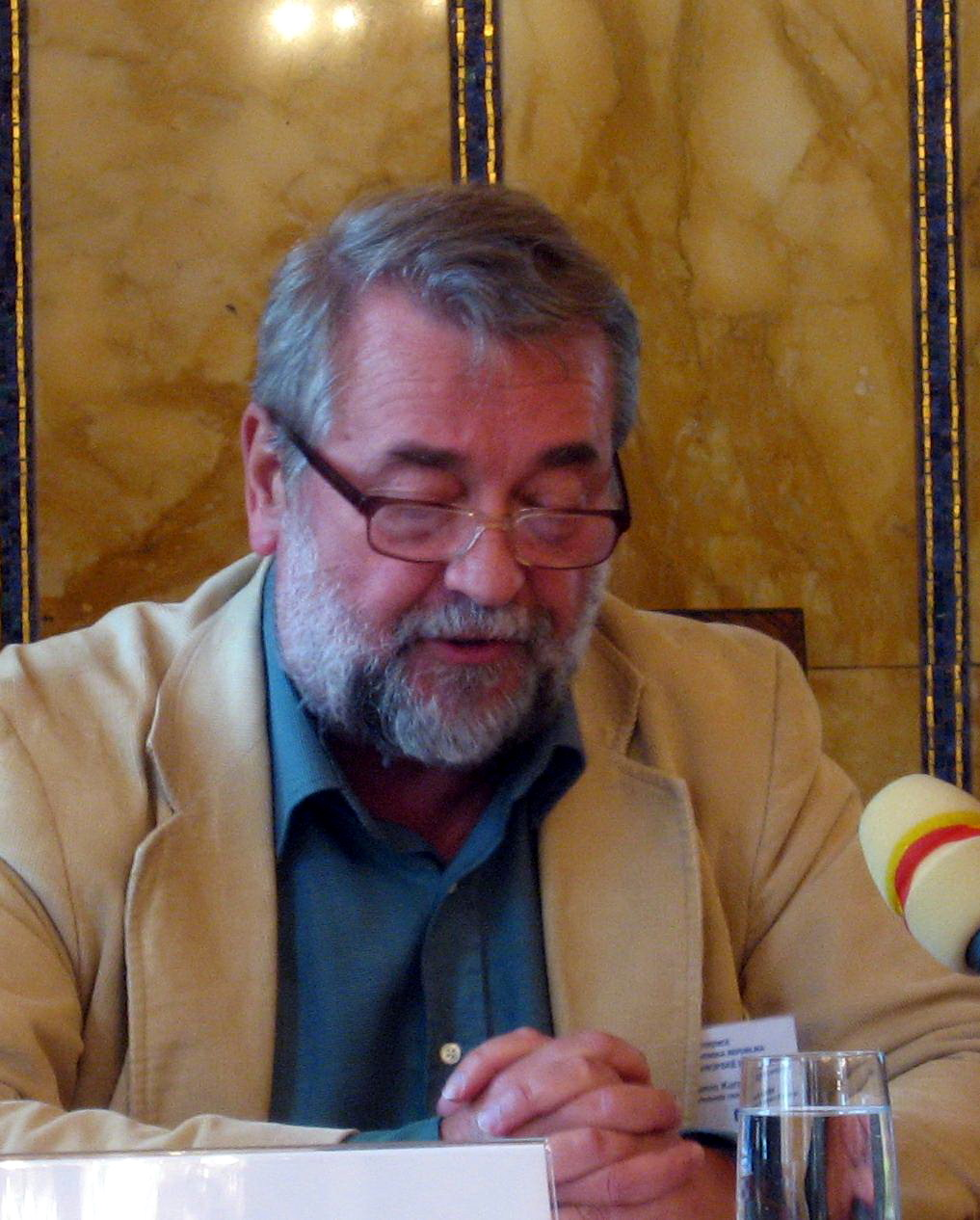
Benjamin Kuras

Benjamin Kuras (* 4. dubna 1944 Zlín), původním jménem Miloslav Kuraš, je český spisovatel, dramatik, překladatel a publicista, žijící v Praze-Braníku.

## Život
Narodil se jako Miloslav Kuraš ve Zlíně, v roce 1947 se s rodiči přestěhoval do Olomouce, kde absolvoval střední školu a kde i posléze vystudoval anglistiku na Univerzitě Palackého v Olomouci. Poté pracoval jako rozhlasový redaktor. Do Velké Británie emigroval v roce 1968, pracoval řadu let v české redakci BBC a v londýnském divadle Young Vic. V roce 1974 konvertoval k judaismu a změnil si jméno na Benjamin Kuras. V roce 1975 získal britské občanství. Od poloviny 70. let psal anglicky rozhlasové hry pro BBC a německý rozhlas. Od roku 1990 publikuje v řadě českých periodik a vydal několik desítek knih v češtině. Patří mezi výrazné kritiky Evropské unie, multikulturalismu, islamismu a socialismu. Tyto jeho razantní názory vyvolávají i silně nesouhlasné reakce odborníků, viz například jeho debata s arabistou Janem Čuříkem i negativní reakce recenzentů. Napsal několik humorných knih o taoistickém sexu, gastronomii, náboženství, historii a filosofii.
V lednu 2009 se stal členem přípravného výboru euroskeptické Strany svobodných občanů. Za tuto stranu kandidoval i ve volbách do Evropského parlamentu (Svobodní získali 1,26 % hlasů, Benjamin Kuras 3341 preferenčních hlasů). Později stranu opustil. Ve volbách do Senátu PČR v roce 2018 kandidoval jako nestraník za stranu REALISTÉ v obvodu č. 20 – Praha 4. Se ziskem 7,16 % hlasů skončil na 5. místě.
Svoji životní spisovatelskou dráhu popisuje v memoáru Malá paměť,  který v roce 2020 vydalo nakladatelství Dauphin a vysílalo radio Vltava v seriálu Osudy.

## Dílo
Je autorem 19 anglicky psaných rozhlasových a divadelních her, které se hrály v 5 zemích, 4 anglických a více než 30 českých knih a pravidelný sloupkař několika periodik, do nichž od roku 1990 napsal přes 3 000 článků (Respekt, Bajt, Český deník, Týden, Lidové noviny, Profit, Marianne, MFDnes, Právo, Xantypa, Reflex, Euro, 51pro, Playboy). Píše také pro web Neviditelný pes, pro tištěný časopis i internetový mediální portál Deník To  a od roku 2018 na webu Radio Universum. 

### Divadelní a rozhlasové hry
- Antonín a František jsou naživu, režie: Vladimír Gromov, Český rozhlas, 2009
- Sebeklamy : lehce absurdní rozhlasové komedie s francouzsko-levičáckými nápěvy. Rozhlasová hra na námět života Jean-Paula Sartra a Simone de Beauvoir, režie: Michal Bureš, v hlavních rolích Hana Maciuchová a Igor Bareš. zpracováno v Českém rozhlasu – Vltava v roce 2013[14]
- Nikdy nekončí, režie: Zuzana Patráková, Městské divadlo Zlín, premiéra 10/2013[15]
- Popeleční večeře, rozhlasová hra na námět života Giordana Bruna, premiéra v Českém rozhlasu 2008, režie Petr Mančal, v hlavní roli Jiří Lábus.
- Vražedný pátek, režie Jakub Zindulka, Divadlo v Řeznické, premiéra 2013

### Překlady
- Jeff Baron: Návštěvy u pana Greena (Stanislav Zindulka a Matěj Hádek) – MDP/divadlo Rokoko[16]
- John Misto: Madame Rubinstein – Studio Dva[17]